# 国立病院機構岡山市立金川病院
国立病院機構岡山市立金川病院（こくりつびょういんきこうおかやましりつかながわびょういん）は、岡山県岡山市北区御津金川の市立病院。
救急告示病院（二次救急）に指定されている。

## 概要
1949年（昭和24年）8月、御津町に国保診療所として設立、 2005年（平成17年）3月、岡山市と御津町が合併し、岡山市立金川病院となり、病院事業管理者の管理下となる。
非常勤の医師は、岡山大学医学部・岡山大学病院や総合病院岡山市立市民病院から派遣されることが多い。岡山市との合併により、市民病院とより密接な協力関係が得られるようになった。
2012年（平成24年）4月、病床数を縮小して建て替えをし、指定管理者として国立病院機構岡山医療センターの分院化に伴い、国立病院機構岡山市立金川病院と名乗ることになった。
2014年（平成26年）4月、岡山市の病院事業の一部が独立行政法人化されたが、当院は独法化されず、指定管理者は独立行政法人国立病院機構の形のまま、現在に至る。

## 診療科
- 内科[2]
- 外科[2]
- 眼科[2]
- 皮膚科[2]
- リハビリテーション科[2]

## 医療機関の指定・認定
（この節の出典）
- 保険医療機関
- 労災保険指定医療機関
- 身体障害者福祉法指定医の配置されている医療機関
- 生活保護法指定医療機関
- 結核指定医療機関
- 指定小児慢性特定疾病医療機関
- 難病の患者に対する医療等に関する法律に基づく指定医療機関
- 戦傷病者特別援護法指定医療機関
- 原子爆弾被爆者医療指定医療機関
- 原子爆弾被爆者一般疾病医療取扱医療機関
- 公害医療機関
- 特定疾患治療研究事業委託医療機関
- 救急告示病院（二次救急）[1]

## 交通アクセス

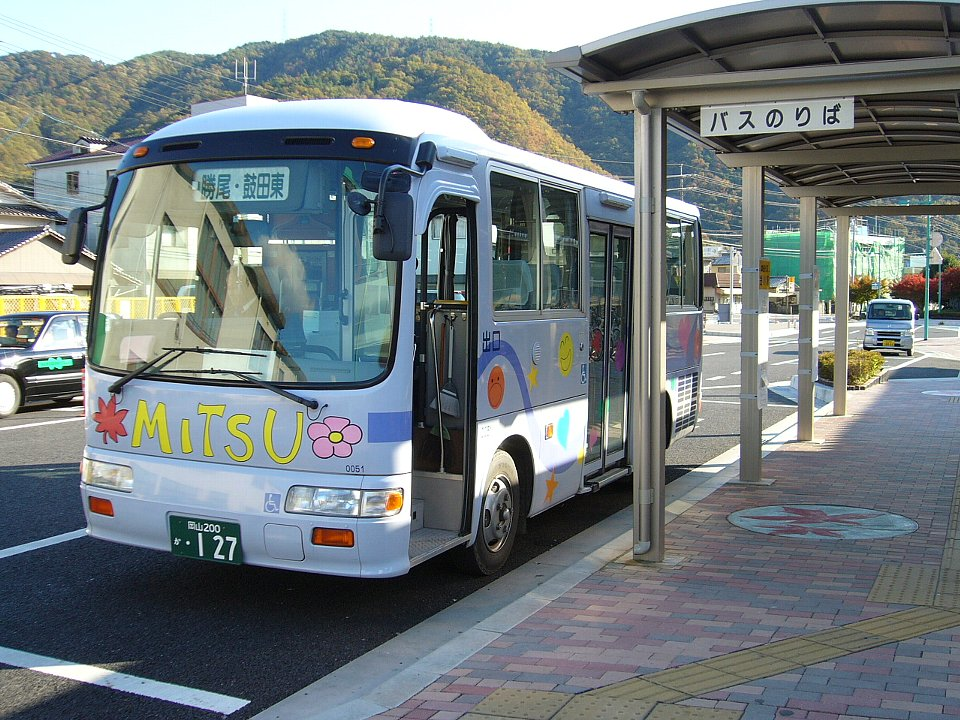
金川駅前の御津コミュニティバス

- JR津山線「金川駅」から徒歩（北へ約0.5km）[4]。
- 御津・建部コミュニティバス「金川病院」停留所下車[4]。

## 関連施設
- 岡山市立市民病院（岡山市北区） - 地方独立行政法人岡山市立総合医療センターが運営。
- 岡山市立せのお病院（岡山市南区） - 地方独立行政法人岡山市立総合医療センターが運営。